# Фрид, Эрих
Эрих Фрид (нем. Erich Fried; 6 мая 1921, Вена, Австрия, — 22 ноября 1988, Баден-Баден, ФРГ) — австро-британский писатель, поэт, журналист и радиоведущий.

## Биография
Родился в Вене, в еврейской семье. Его отец был замучен гестаповцами в 1938 году. С 1938 года жил в Англии, в эмиграции дружил с Харальдом Брайниным. С 1949 года британский подданный (в 1982 году восстановил и австрийское гражданство). Работал на Би-би-си (1952—1968). Похоронен в Лондоне на кладбище Кенсал-Грин.
Жена, Екатерина Фрид — автор книги воспоминаний «Долго ли, коротко ли».
Несколько стихотворений Фрида положил на музыку Ханс Вернер Хенце.

## Избранные публикации
- Ring-Rund, Einakter (1941)
- Ein Soldat und ein Mädchen, Roman (1960)
- Reich der Steine, Zyklische Gedichte (1963)
- Anfechtungen, Gedichte (1967)
- Die Freiheit, den Mund aufzumachen. So kam ich unter die Deutschen, Gedichte (1977)
- Gedichte ohne Vaterland, Warngedichte (1980)
- Von Bis nach Seit, Gedichte aus den Jahren 1945—1958(1985)
- Gesammelte Werke, 4 Bände (1993)
- Es ist was es ist, Gedichte (2002)
- 100 Gedichte ohne Vaterland (2003)

## Признание
Литературная премия Вены (1980), Бременская литературная премия (1983), Австрийская государственная премия (1986), премия Георга Бюхнера (1987) и другие награды.

## Стихи Фрида в русских переводах
- Эрих Фрид. Избранная лирика. — М.: Молодая гвардия, 1987.; перевод с немецкого Вячеслава Куприянова
- переводы Вячеслава Куприянова
- [stihi.ru/2011/05/15/5652 переводы Вячеслава Куприянова]